# Слияние галактик
Слияние галактик происходит при столкновении двух или нескольких галактик. Является одним из вариантов взаимодействия галактик. Несмотря на то, что в процессе слияния звёзды или звёздные системы не сталкиваются вследствие больших расстояний между звёздами, гравитационное взаимодействие галактик и трение между газом и пылью оказывают значительное воздействие на сливающиеся галактики. Эффекты от подобных слияний зависят от большого числа параметров, таких как угол столкновения, скорость, размеры и состав галактик. Исследование слияний галактик важно, поскольку темп слияний является мерой эволюции галактик.

## Описание
В процессе слияния звёзды и тёмная материя в каждой галактике испытывают воздействие приближающейся галактики. При завершении слияния гравитационный потенциал меняется настолько быстро, что орбиты звёзд испытывают сильное воздействие, что приводит к «забыванию» звездой предыдущей орбиты. Данный процесс представляет собой бурную релаксацию. В процессе слияния галактик упорядоченное вращение звёзд в плоскости диска сменяется на случайное. В результате образуется галактика, в которой большинство звёзд образуют сложную систему орбит, не обладающую в большой степени упорядоченным движением. В эллиптических галактиках наблюдаются звёзды на неупорядоченных случайным образом ориентированных орбитах.
В сливающихся галактиках наблюдается наиболее активное звездообразование. Темп звездообразования в течение крупного слияния может достигать значений в тысячи масс Солнца в год в зависимости от содержания газа в галактиках и от их красного смещения.
Типичные значения темпа звездообразования в сливающихся галактиках не превосходят 100 масс Солнца в год. Данные значения велики по сравнению со значением для нашей Галактики, в которой в среднем за год образуются две звезды. Хотя звёзды при слиянии галактик почти никогда не сближаются на такое расстояние, чтобы столкнуться, но гигантские молекулярные облака быстро падают к центру образующейся галактики, где они испытывают столкновения друг с другом. Данные столкновения приводят к образованию звёзд внутри плотных конденсаций в облаках. Подобное явление наблюдается в сливающихся галактиках в ближайшей к нам части Вселенной, причем оно было более ярко выраженным в процессе слияний, образовавших наблюдаемые в настоящее время эллиптические галактики и происходивших 1-10 миллиардов лет назад, поскольку в тот период галактики содержали больше газа и молекулярных облаков. Вдали от центра галактики газовые облака сталкиваются друг с другом, образуя ударные волны, способствующие формированию новых звёзд в облаках. В результате после слияния в галактиках остаётся малое количество газа, пригодного для формирования звёзд. Следовательно, если галактика была вовлечена в крупное слияние и прошло несколько миллиардов лет, то в ней будет присутствовать очень малое количество молодых звёзд. Данный эффект наблюдается в современных эллиптических галактиках: практически отсутствует молекулярный газ, очень малое количество молодых звёзд. Считается, что эллиптические галактики являются результатом крупных слияний, при которых большая часть газа уходит на создание звёзд в процессе слияния, после чего звездообразование затухает.
Слияние галактик возможно моделировать на компьютерах. Пары галактик изначально могут обладать различными морфологическими типами, возможно учесть все виды гравитационного и гидродинамического взаимодействия, диссипацию межзвёздного газа, процесс звездообразования, энергию и массу, выделяемые обратно в межзвёздную среду во время вспышек сверхновых. Библиотеку моделирования слияний галактик можно найти на сайте GALMER. В рамках исследования, проведённого Дженнифер Лотц (англ. Jennifer Lotz) в Институте исследований космоса с помощью космического телескопа (Балтимор, штат Мэриленд), было проведено компьютерное моделирование с целью обоснования результатов наблюдений космического телескопа «Хаббл», группа исследователей рассматривала при моделировании широкий набор параметров, от пары галактик равной массы до слияния гигантской и маленькой галактик, также были исследованы различные орбиты галактик, их взаимная ориентация. Всего было рассмотрено 57 сценариев слияний.
Одним из крупнейших слияний галактик является слияние четырёх эллиптических галактик в скоплении CL0958+4702. В результате данного слияния может образоваться одна из крупнейших галактик во Вселенной.

## Классификация
Слияния галактик можно классифицировать на основе таких свойств сливающихся галактик как количество, относительный размер и содержание газа.

### По количеству галактик
- Двойное слияние (англ. binary merger): в слиянии участвуют две галактики.
- Кратное слияние (англ. multiple merger): в слиянии участвует несколько галактик.

### По размеру галактик
- Малое слияние (англ. minor merger): одна из галактик значительно крупнее другой (других). Крупная галактика поглотит маленькую, большую часть её газа и звёзд, причём на крупной галактике данное явление отразится незначительно. Считается, что Млечный Путь таким образом поглощает маленькие галактики, среди которых карликовая галактика в Большом Псе и, вероятно, Магеллановы Облака. Поток Девы, вероятно, является остатком карликовой галактики, которая практически полностью слилась с Млечным Путём.
- Крупное слияние (англ. major merger): две спиральные галактики приблизительно одинаковых размеров сливаются, в результате чего галактики лишаются большей части газа и пыли, проходя в частности стадию активного ядра галактики. Считается, что подобный процесс лежит в основе возникновения квазаров. В итоге слияния образуется эллиптическая галактика.

В одном из исследований утверждается, что крупные галактики испытывали хотя бы одно слияние в среднем за последние 9 миллиардов лет. Маленькие галактики сливаются с крупными чаще. Считается, что Млечный Путь и Галактика Андромеды столкнутся через 4,5 миллиарда лет. Слияние данных галактик классифицируется как крупное, поскольку размеры галактик сопоставимы. В результате образуется эллиптическая галактика.

### По содержанию газа
- Wet merger: слияние богатых газом (или голубых) галактик. При слиянии происходит мощное звездообразование, дисковые галактики преобразуются в эллиптические, возникает активность типа квазаров[16].
- Dry merger: слияние бедных газом (или красных) галактик. При слиянии темп звездообразования слабо изменяется[16].
- Damp merger: промежуточный тип слияния между указанными выше, при котором количество газа оказывается достаточным для мощного звездообразования, но недостаточным для создания шаровых скоплений[17].
- Mixed merger: слияние богатой газом и бедной газом галактики.

## Примеры
Примеры галактик, находящихся на стадии слияния или считающихся результатами слияний:
- NGC 4038 и NGC 4039
- NGC 4676A и NGC 4676B
- Центавр A
- NGC 7318